# Salim Abdulla
Salim Abdulla Rashid Ahmed Al Hammadi (Dubai, 18 gennaio 1984) è un calciatore emiratino, portiere del Masafi Club.

## Carriera

### Club
Dal 2010 gioca nell'Al Shabab dove conquista nella stagione 2010-2011 la Etisalat Emirates Cup e la Coppa dei Campioni del Golfo.

### Nazionale
Nel suo periodo di militanza nel Al-Sadd in Qatar viene convocato dalla Nazionale Under-17 di calcio degli Emirati Arabi Uniti dove colleziona, dal 2005 al 2007, 9 presenze con 14 gol subiti e vince Coppa delle Nazioni del Golfo Under-17 nel 2006. In seguito è stato più convocato nelle Nazionali maggiori.

## Palmarès

### Club
- Coppa dei Campioni del Golfo: 1

Al-Shabab: 2011
- Etisalat Emirates Cup: 1

Al-Shabab:2010-2011

### Nazionale
- Coppa delle Nazioni del Golfo Under-17: 1

2006